# Primitiva Iglesia de Santa María de la Mesa

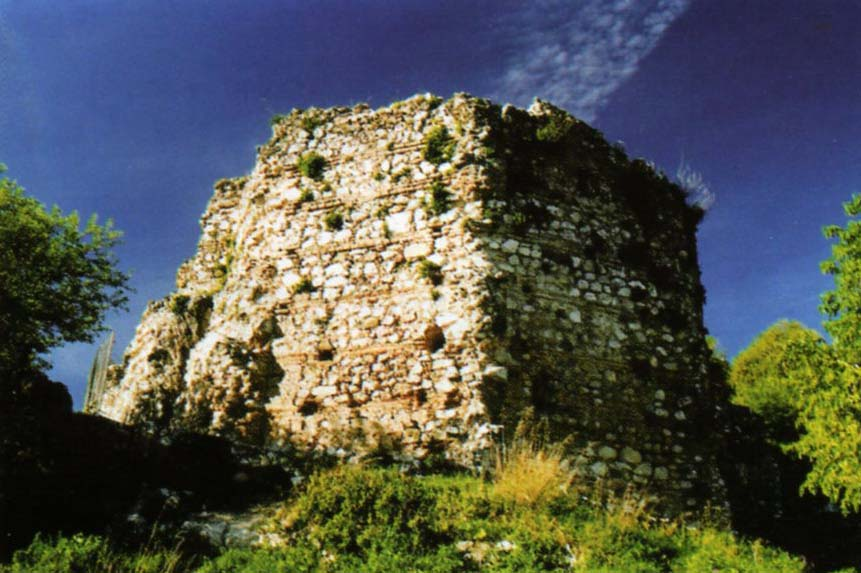
Ábside de la primitiva iglesia antes de las excavaciones

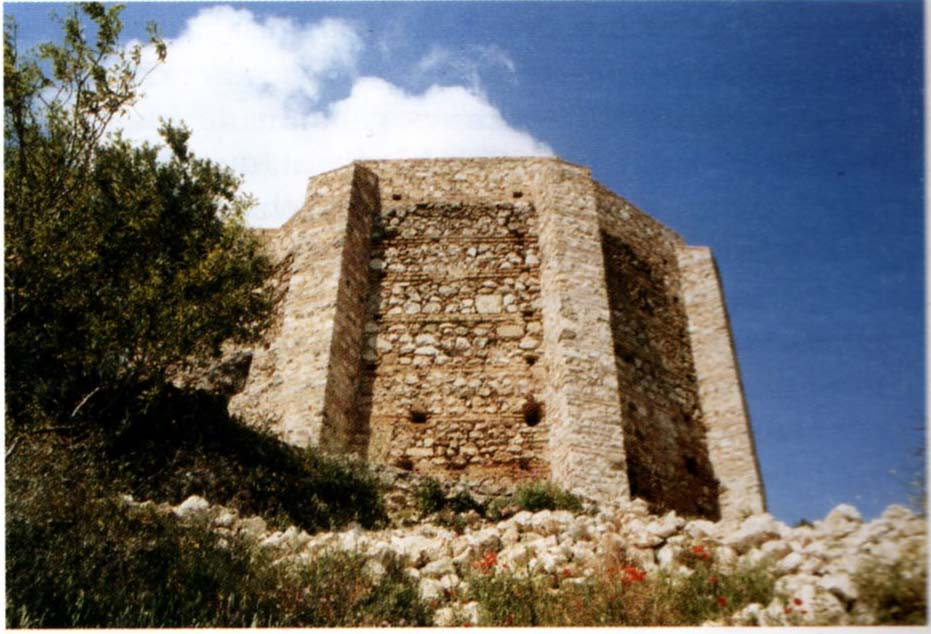
Ábside después de la excavación

La primitiva iglesia de Santa María de la Mesa son las ruinas de una antigua iglesia, anteriormente mezquita, que se encuentran en la localidad de Zahara.

## Origen
Tras la conquista de Zahara de la Sierra por parte de las huestes del infante don Fernando de Antequera en 1407, se erigió como iglesia la antigua mezquita de los musulmanes granadinos que acababan de ser expulsados de la villa y fortaleza. Cuentan las crónicas contemporáneas que la cruz que traía ante sí el Infante se colocó en la mezquita, que se convirtió inmediatamente en iglesia al bendecirla el obispo de Palencia, don Sancho de Rojas, que acompañaba a don Fernando, dándose el título de Santa María de la Concepción. Las excavaciones arqueológicas llevadas a cabo en la última década bajo la dirección de Luis Mª Cobos corroboran los relatos de las crónicas, pues evidencian la existencia de antiguas estructuras musulmanas bajo la primitiva iglesia de Zahara.
Según Francisco Siles Guerrero, al que debemos la recopilación de todas las fuentes referentes al pasado de esta iglesia, la advocación actual de Santa María de la Mesa debió ser importada de Utrera, ciudad con la que mantuvieron estrecha relación los Saavedra, señores de Zahara desde 1464 hasta 1481, donde existe hoy día también tal Virge como titular.

## Descripción
Hemos de suponer que en los años subsiguientes a la conquista esta primitiva iglesia sufrió importantes reformas. Los datos arqueológicos aportados por Luis Mª Cobos y una descripción textual fechada en 1685, apuntan a que fue una iglesia de planta rectangular, de dos naves con cubierta de estilo mudéjar a dos aguas, y la cabecera de forma poligonal gótica con contrafuertes en cada una de las esquinas. La capilla mayor estaba cubierta por una cúpula o media naranja y estaba dedicada al Santísimo Sacramento, que fue siempre objeto de una devoción especial en Zahara a lo largo de todas las épocas.

## El desuso
Durante el siglo XVII, al mismo tiempo que se despuebla el antiguo emplazamiento de la villa, los fieles abandonan la antigua iglesia de Santa María de la Mesa, comenzando a frecuentar cada vez con mayor asiduidad las dos ermitas auxiliares de San Juan de Letrán y San Francisco, situadas junto a la nueva población.
El desinterés de curas y beneficiados por celebrar allí va en aumento. Los visitadores mandados por el arzobispado llegaron incluso a obligar al sacristán a dormir en ella, y a los curas a decir misa todos los días.
Las visitas de finales del siglo XVII evidencian cómo ya por entonces se usaba la ermita de San Francisco de ayuda de parroquia.
A principios del siglo XVIII, la visita de 1704 deja ya claro que todos los servicios religiosos eran celebrados en las ermitas, excepto las «funciones de Semana Santa y Corpus». Igualmente habla de que la iglesia parroquial necesitaba algunos reparos.

## Reparaciones y destrucción
Sin embargo, a pesar del paulatino abandono a la que se ve sometida, se van efectuando numerosas reparaciones en ella a lo largo de los siglos XVII y XVIII. De esta manera, en 1637 se emprende «la obra que la dicha Santa Yglesia de esta villa tiene de presente en la puerta que sale al poniente», que se encarga a Alonso González, maestro albañil de la villa de Zahara, por 276 reales.
Posteriormente, en 1660 se da cuenta de los reparos efectuados en las puertas y en otros lugares. En 1670 es anotado un gasto en arreglar las gradas del altar mayor y recorrer los tejados. Nuevamente, en 1673 se reparan los tejados. Como vemos, si bien el abandono por parte del clero y de los fieles es patente, las autoridades eclesiásticas mostrarán siempre un interés por conservar en buen estado la antigua iglesia.
En 1679 se emprenden obras de más envergadura incluso. En los años siguientes se efectúan nuevas reparaciones. Sin embargo, hasta 1730 no se pensó seriamente en construir una nueva iglesia abajo, en el lugar donde se había ido trasladando poco a poco la villa y donde está actualmente la parroquia. No obstante, a partir de entonces, la antigua iglesia se siguió manteniendo para el culto y se continuaron con las reparaciones necesarias para conservarla en buen estado.
El último dato que poseemos de que la antigua iglesia mayor estaba en perfectas condiciones para la celebración del culto divino corresponde a uno de los mandatos de la visita de 1770, en el que refiere que con poco gasto por parte la fábrica se podía mantener para el culto, pues se esperaba que las obras de la nueva se iban a prolongar en demasía.
La demolición definitiva de la antigua parroquia de Santa María de la Mesa la ha documentado Francisco Siles Guerrero en el año 1775, dato que conocemos gracias a que se menciona en otro escrito relativo a la destrucción del órgano antiguo: «Hasta abril de este presente año(1794) en que yo el espresado mayordomo hise presente...cómo en diez y nueva años ya cumplidos del derrivo de la yglesia antigua, y se hizo la nueva...»
Así pues, podemos datar en este año la destrucción de la iglesia y su abandono definitivo, momento que prácticamente coincidió con la apertura al culto de la nueva parroquial(1779). Sin embargo, ya desde mediados del siglo XVII, debido al traslado de la población hacia su solar actual, sólo estaba abierta al culto los días festivos, celebrándose misa diariamente en las ermitas de San Juan de Letrán y San Francisco.

### El campanario que nunca se construyó

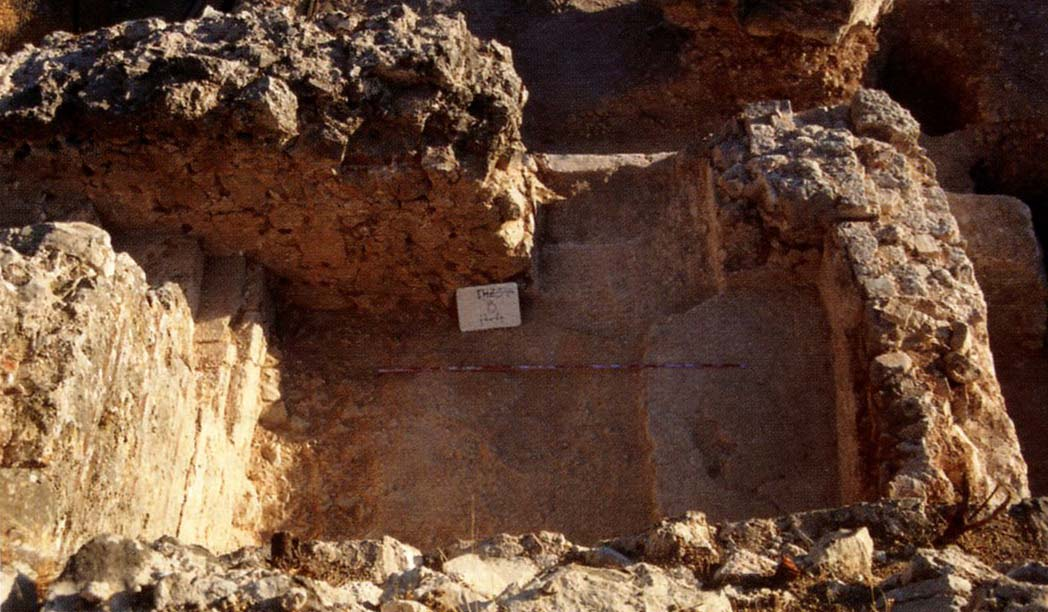
Inicios del campanario que nunca fue

Un caso anecdótico que generó abundante documentación y, sobre todo, quebraderos de cabeza a los administradores de la parroquia de Zahara fue la construcción de una torre-campanario para la antigua iglesia parroquial, que duró muchísimo; baste decir que la edificación se empezó en 1616 y que más de un siglo después aún se hacían planes para acabarla.
Todo comenzó cuando la fábrica de la iglesia de Santa María de la Mesa quiso erigir una torre-campanario, para lo que se buscó la opinión y parecer del maestro mayor de fábricas del arzobispado de Sevilla, Diego López Bueno, con quien se establecieron ciertas condiciones para su construcción.
La obra se debía acabar en el plazo de un año y se estipuló un sueldo de dos ducados por tapia, además siete reales diarios y los jornales de los peones y ayudantes al finalizar cada semana. No obstante, antes de efectuar el contrato ya se estaban preparando los materiales para comenzar la construcción. Así, en agosto de 1616, Pedro García se obligó a traer del tejar de la villa a la iglesia mayor veinte mil ladrillos para la construcción de la torre, labor que había de finalizar en el plazo de dos meses. Asimismo, a principios de 1616, Francisco Pérez de Jaén y otros se obligaron a hacer cien cahíces de cal el Quejigalejo de las Cobatillas, que habían de terminarse a finales de mayor de dicho año.
La construcción de la torre debió de comenzarse a su tiempo, pues en febrero de 1617 Juan Valiente se obligó a acarrear hasta la iglesia todos los cahíces de arena bermeja que hicieran falta para la obra que se había de hacer en la iglesia, al precio de seis reales y medio cada cahíz. Sin embargo, el 7 de noviembre de 1617,Hernando Lorenzo, Hernando Álvarez y Pedro Hernández Carvajal bajan la postura, el precio, que hicieron Juan Valiente y otros. Para colmo, en la revisión de las cuentas del mayordomo que la comenzó resultó a deber cierta cantidad, además de oponerse a recibirle los gastos de la obra. Hay pleito con sentencia desfavorable para el mayordomo, cuando ya era difunto, por lo que fueron los herederos quienes se hicieron cargo de la deuda.
La obra de la torre se interrumpió pero no cesaron los intentos por terminarla. De este modo, bastantes años después, en 1636, Francisco Moreno y Francisco Hernández se obligaron a hacer cuarenta cahíces de cal para la torre de la iglesia mayor.
Aún en 1735 el mayordomo de la fábrica señalaba, entre las obras pendientes y necesarias «levantar un campanario sobre la torre que está començada, porque el que tiene oy las canpanas están amenazando ruina, por ser mui antiguo y estar los pilares sobre que está fundado con munchas aberturas...»
A pesar de todo la torre no se llegó a terminar nunca, después de más de un siglo de obras. Las últimas noticias que tenemos son la reutilización de sus materiales en el solado de la iglesia mayor en 1734 y su total demolición en 1746 para que sus materiales sirviesen en la obra de la nueva iglesia.